# 131765 Raphaelschneider
131765 Raphaelschneider è un asteroide della fascia principale interna. Scoperto nel 2002, presenta un'orbita caratterizzata da un semiasse maggiore pari a 2,262226 UA e da un'eccentricità di 0,144434, inclinata di 7,755569° rispetto all'eclittica.
Fa parte della famiglia di asteroidi Vesta.
Raphael Schneider è un ingegnere informatico tedesco. Ha lavorato per oltre un decennio sul back-end e sul database del portale NEOCC, un sito web dell'ESA focalizzato sul monitoraggio degli asteroidi.